# Bruno Skuteli
Bruno Skuteli, wcześniej jako Izaak Gutman oraz Zygmunt Gutman, ps. „Zygfryd” (ur. 18 lipca 1919 w Łęczycy, zm. 31 lipca 2005 w Warszawie) – polski żołnierz, oficer Armii Ludowej i Milicji Obywatelskiej.

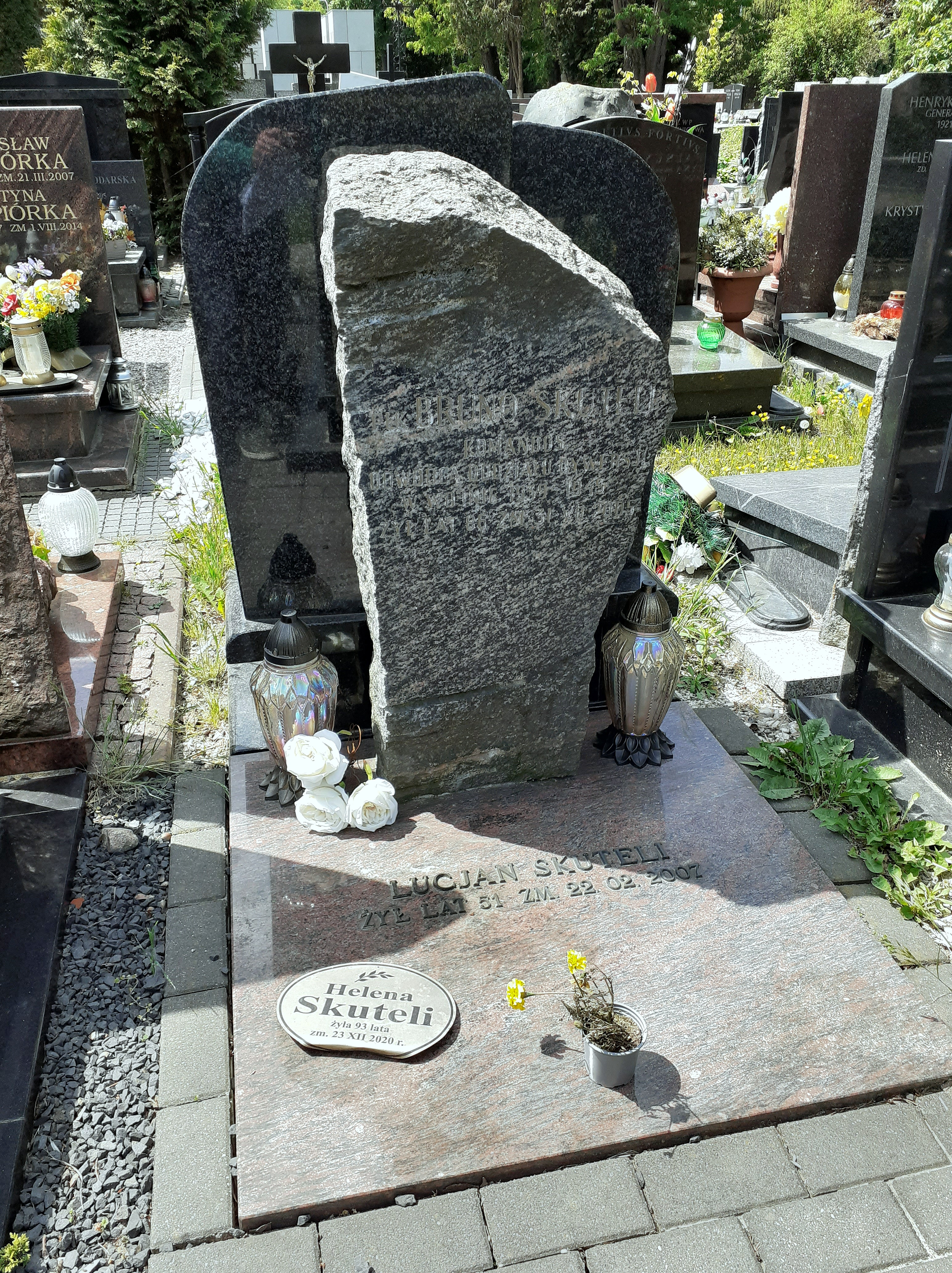
Grobowiec rodziny Skutelich

## Życiorys
Pochodził z rodziny żydowskiej. Urodził się 18 lipca 1919 w Łęczycy jako syn Henryka i Leokadii. W 1943 został żołnierzem Polskich Sił Zbrojnych w ZSRR i został skierowany do Polskiego Samodzielnego Batalionu Specjalnego. W nocy z 7 na 8 września 1944 wylądował wraz z 11 innymi spadochroniarzami niedaleko Ewiny koło Radomska i w stopniu porucznika rozpoczął służbę  w 3 Brygadzie AL im. gen. Józefa Bema pod pseudonimem „Zygfryd”. Najpierw był zastępcą dowódcy, a od 15 września dowódcą 3 batalionu 3 Brygady. W połowie października wraz ze swoim batalionem odłączył się od brygady, kierując się na Podhale gdzie działał do stycznia 1945 jako dowódca Samodzielnego Oddziału Armii Ludowej "Za wolną Ojczyznę" (współpracował z nim miejscowy oddział BCh dowodzony przez por.  Józefa Kurasia ps. "Ogień").
Po wojnie wstąpił do Milicji Obywatelskiej. Od 26 października 1946 był zastępcą komendanta Komendy Wojewódzkiej MO w Katowicach, następnie od 28 września 1946 do 8 stycznia 1948 w stopniu majora pełnił stanowisko komendanta wojewódzkiego MO w Olsztynie. W międzyczasie w 1946 i 1948 był do dyspozycji Wydziału Personalnego Komendy Głównej MO. Później pełnił stanowiska w Komendzie Głównej MO: od 15 stycznia 1948 był szefem Wydziału Służby Śledczej KG MO, od 1 sierpnia 1950 szefem Oddziału III KG MO, od 15 maja 1952 szefem Oddziału Śledczego KG MO. Z tego stanowiska został usunięty w styczniu 1954 po naganie z ostrzeżeniem udzielonej przez CKKP PZPR z powodu stosowania niedozwolonych metod śledztwa. Od lutego do grudnia 1954 w stopniu pułkownika MO był do dyspozycji Komendanta MO w Warszawie.
Nazwisko Brunona Skutelego pojawiło się na liście Wildsteina, upublicznionej na początku 2005.
Zmarł 31 lipca 2005. Pochowany na cmentarzu Powązki Wojskowe w Warszawie (kwatera I urn.-5-12; spoczęła tam Helena Skuteli z domu Sekuła).

## Odznaczenia
- Order Krzyża Grunwaldu III klasy[10]
- Krzyż Kawalerski Orderu Odrodzenia Polski (1946)[11]
- Krzyż Partyzancki
- Medal Zwycięstwa i Wolności 1945

i inne